# Lizières
Lizières är en kommun i departementet Creuse i regionen Nouvelle-Aquitaine i de centrala delarna av Frankrike. Kommunen ligger i kantonen Le Grand-Bourg som tillhör arrondissementet Guéret. År 2022 hade Lizières 236 invånare.

## Befolkningsutveckling
Antalet invånare i kommunen Lizières
Referens:INSEE